# Evansolidia bifurcata
Evansolidia bifurcata är en insektsart som beskrevs av Nielson 1988. Evansolidia bifurcata ingår i släktet Evansolidia och familjen dvärgstritar. Inga underarter finns listade i Catalogue of Life.